# Галина Нанковская
Галина Михайловна Нанковская (на украински: Галина Михайлівна Нанковська) е украинска танцьорка, репортер. Тя е ръководител на ориенталското танцово студио „Амира“ и организатор на фестивала на ориенталския танц „Амира“. Сертифициран треньор и съдия от Асоциацията на съвременния и разнообразен танц на Украйна.

## Биография
Галина Нанковская е родена на 30 юни 1984 г. в град Измаил. През 1991 г. се записва в средно училище № 2, но на 13–годишна възраст се мести в специализираното училище № 1 в град Измаил.
През 2000 г. се записва в Националния морски университет в Одеса във Факултета по икономика и мениджмънт, който завършва през 2006 г.

### Репортер
През 2006 г., след като завършва висшето си образование започва работа в ТВ Измаил, където е автор и водещ на програмата „Меломан и аз“. Напуска през септември 2013 г. От септември 2013 г. работи в Регионалния център за национални култури в град Измаил.